# Грешне душе
Грешне душе (шп. Mi pecado) мексичка је теленовела, продукцијске куће Телевиса, снимана 2009.
У Србији је емитована 2010. на телевизији Пинк.

## Синопсис
Паулино Кордоба, Габино Роура, Родолфо Уерта и Матијас Кирога су били најбољи пријатељи од раног детињства, али кад су одрасли, променили су им се приоритети и погледи на живот. Један грех прети нарушавању њиховог пријатељства.
Паулино је власник хацијенде „Ел Милагро“, највећег воћњака јабука. У браку је са Росарио и са њом има двоје деце, Сесара и Лукресију. Росарио је увек показивала љубав и доброту према Сесару, али Лукресију је одбацила и често је понижавала. Сву потребну мајчинску љубав Лукресија је добивала од Росаријине слушкиње Делфине, уједно и Мануелове мајке.
Лукресија и Мануел се сматрају братом и сестром „по млеку“, јер их је је Делфина обоје отхранила. Најбољи Лукресијин пријатељ је Хулијан Уерта. Деле заједничке интересе и пријатељство се, проласком година, претвори у велику љубав.
Габино Роура је амбициозни човек који трује властиту жену Инес како би се дочепао њеног наследства. Габино манипулише својим пријатељима и властитом децом, Кармелом и Тересом. Власник је плодне земље коју изнајмљује Паулину, па заједнички контролишу дистрибуцију и комерцијализацију јабука.
Родолфо је учитељ у селу Сан Педро, поштен је и радан мушкарац. У браку је са Хустином, сензуалном женом која живи незадовољна слабом зарадом коју Родолфо доноси у кућу. Родолфо и Хустина су Хулијанови и Хосуеови родитељи. Хустина је битна карика у пријатељском односу Родолфа, Паулина и Габина.
Матијас Кирога, сеоски свештеник, са немиром посматра своје пријатеље (који су сада непријатељи) и препреку љубави Лукресије и Хулијана. На несрећу, обоје су умешани у несрећу у којој мали Сесар гине, па иако су невини, Росарио их обоје криви за смрт свог вољеног сина. Пошто Росарио не може да поднесе Лукресију, Паулино је присиљен да одведе кћерку са имања и удаљи је од Родолфове породице. Од тог тренутка, Хулијана прати лош глас у селу и бива му додељен надимак Ђаво.
Године пролазе и Хулијан и Лукресија се поновно срећу. Пламен њихове љубави се поновно распламса, па су обоје спремни да пређу све препреке до праве среће. У томе им помажу увек верна служавка Делфина, њен супруг Модесто и Мануел, који упркос што је заљубљен у Лукресију, помаже пријатељима у невољи.
Али, Лукресија се у град није вратила сама, већ у друштву сестричине Ренате, каприциозне девојке која жели да има све оно што има Лукресија. Паулино пролази кроз тешку економску ситуацију, па му Габино понуди своју помоћ, али само ако се Лукресија пристане да се уда за њега. Љутити Кармело убија властитог оца, али за злочин бива оптужен Хулијан. Како би избегла очеву пропаст и спасила Хулијана од затвора, Лукресија пристане да се уда за Кармела. Љутити Хулијан, не знајући истину, одлази из села уверен да га је Лукресија преварила.
Лукресија живи у тузи као Кармелова супруга, и уз све то изгубила и хацијенду „Ел Милагро“. Пролазе месеци и у селу кружи прича како је хацијенда добила новог власника - Хулијана Уерту. Кармело сазнаје да се Хулијан вратио у село и долази до правог рата за Лукресијину љубав…

## Глумачка постава

### Главне улоге
| Глумац:         | Улога:                                                                                 |
| --------------- | -------------------------------------------------------------------------------------- |
| Маите Перони    | Лукресија Кордоба Педраса, главна јунакиња                                             |
| Еухенио Сиљер   | Хулијан Ђаво Уерта Алмада, главни јунак                                                |
| Данијела Кастро | Росарио Педраза де Кордоба, Паулинова супруга, Лукресијина и Сесарова мајка, негативка |

### Споредне улоге
| Глумац:             | Улога: |
| ------------------- | --- |
| Серхио Гојри        | Габино Роура, Кармелов и Тересин отац, заљубљен у Лукресију, негативац, убио га је Кармело                                    |
| Сабине Моусијер     | Хустина Алмада де Уерта, Родолфова супруга, Хулијанова и Хосуеова мајка, негативка                                            |
| Роберто Бландон     | Паулино Кордоба, власник имања „Ел Милагро“, Росаријин супруг, Сесаров и Хосуеов отац, умире у пожару који је изазвао Кармело |
| Франсиско Гаторно   | Родолфо Уерта, Хулијанов отац, Хустинин супруг                                                                                |
| Армандо Араиза      | Кармело Роура Валдивија, син Габина и Инес, Тересин брат, заљубљен у Лукресију, завршава у затвору луд, негативац             |
| Џесика Коч          | Рената Валенсија, Лукресијина рођака, убио је Кармело, негативка                                                              |
| Тина Ромеро         | Асунсион Чона Торес, Кармелова и Тересина дадиља, домаћица у кући породице Роура                                              |
| Магда Карина        | Делфина Фина Сото, Мануелова мајка, Модестова супруга, Лукресијина дадиља                                                     |
| Серхио Рејносо      | Ернесто Мендисабал, Габинов пословни партнер, Лоренин отац, убио га је Кармело                                                |
| Џеки Гарсија        | Бланка Бланкита Кирога, Матијасова синовица                                                                                   |
| Габријела Кариљо    | Тереса Тере Роура Валдивија, Кармелова сестра, ћерка Габина и Инес                                                            |
| Вања Валенсија      | Лорена Мендисабал #1, Хулијанова бивша девојка, негативка                                                                     |
| Алтаир Харабо       | Лорена Мендисабал #2, Хулијанова бивша девојка, негативка                                                                     |
| Марија Прадо        | Рита Лопез |
| Дијего Амозурутија  | Хосуе Уерта Алдама |
| Алдо Гаљардо        | Мануел Сото |
| Клаудија Кервантес  | Тоња |
| Гилберто де Анда    | Фидел Круз |
| Салвадор Санчез     | Матијас Кирога |
| Антонио Медељин     | Модесто |
| Урсула Пратс        | Матилде |
| Клаудио Баез        | Лусијано Ордорика |
| Лаура Кармајн       | Лола |
| Лусија Мендез       | Инес Валдивија де Роура, Габинова супруга, Кармелова и Тересина мајка, убио ју је Габино                                      |
| Дијего Веласкез     | Сесар Кордоба, Росаријин и Паулинов син, Хосуеов полубрат, удавио се у реци када је прелазио                                  |
| Данијела Аедо       | Лукресија (као девојчица) |
| Адријано Зендехас   | Хулијан (као дечак) |
| Робин Вега          | Хосе (као дечак) |
| Алехандро Сервантес | Мануел (као дечак) |
| Алехандро Спејсер   | Кармело (као дечак) |

## Занимљивости
- На кастингу за главну мушку улогу приступили су Ерик Елијас, Хосе Рон и Еухенио Сиљер. Међутим, најозбиљнији кандидат за улогу Хулијана Уерта био је Валентино Ланус.[тражи се извор]
- Док се Валентино још увек размишљао, продуцент Хуан Осорио понудио је Сабини Моусијер улогу Хустине али она је одбила правдајући се да је у 42. години много млада како би заиграла улогу мајку 33-годишњег Валентина, а у аргументу навела да су њих двоје само три године раније играли љубавнике у теленовели "".[3]
- Глумица Џоана Бенедек, позната по улози Памеле у серији Опијени љубављу, била је једно време изабрана за улогу Хустине али је касније сарадња отказана. Иначе, Џоана је само три године старија од Валентина.[4]
- Након што је Валентино одбио улогу због пуно обавеза, Хуан Осорио доделио је Еухенију главну мушку улогу. На крају, и Сабина пристаје да заигра улогу мајку главног мушког лика.
- Улога Родолфа Уерте била је понуђена глумцу и водитељу Ернесту Лагвардији, који је улогу одбио због водитељске улоге у емисији "Hoy". Уместо њега, улогу је добио Франсиско Гаторно који се овом улогом вратио у Телевису након скоро осам година одсуства.[5]
- Улога негативке Лорене првобитно је понуђена глумици Ингрид Мартс, која ју је одбила због главне улоге у теленовели "Zacatillo, un lugar en tu corazón". Улогу је добила Вања Валенсија, али је она након само три епизоде замењена глумицом Алтаир Харабо.[6]
- Специјално учешће у серији имала је и позната мексичка глумица Лусија Мендез која се појавила у првих пет епизода.
- Насловну нумеру "Mi pecado" отпевали су Маите Перони и мексичка група Реик.
- Пред сам крај снимања, Сабине Моусијер била је приморана да због болести раније од остале екипе заврши снимање. Њен лик није замењен већ је њен крај снимљен раније и то у целости.[7]